# Trachypetrella kosswigiana
Trachypetrella kosswigiana är en insektsart som beskrevs av Weidner 1964. Trachypetrella kosswigiana ingår i släktet Trachypetrella och familjen Pamphagidae. Inga underarter finns listade i Catalogue of Life.